# Ева Грдінова
Ева Грдінова (чеськ. Eva Hrdinová; нар. 15 червня 1984) — колишня чеська тенісистка.
Найвищу одиночну позицію світового рейтингу — 168 місце досягла 14 квітня 2008, парну — 55 місце — 18 серпня 2008 року.
Здобула 3 одиночні та 19 парних титулів туру ITF.
Найвищим досягненням на турнірах Великого шолома було 2 коло в парному розряді.

## Часова шкала результатів на турнірах Великого шлему
| W | Ф | ПФ | ЧФ | #Р | КТ | К# | DNQ | A | NH |

### Парний розряд
| Турнір                                 | 2008 | 2009 | 2013 | 2014 | 2015 | 2018 | W–L  |
| -------------------------------------- | ---- | ---- | ---- | ---- | ---- | ---- | ---- |
| Відкритий чемпіонат Австралії з тенісу |      | 1р   |      | 1р   |      |      | 0–2  |
| Відкритий чемпіонат Франції з тенісу   | 1р   | 1р   | 1р   |      |      |      | 0–3  |
| Вімблдонський турнір                   | 1р   | 1р   | 2р   | 2р   | К1р  | 1р   | 2–5  |
| Відкритий чемпіонат США з тенісу       | 1р   |      | 1р   |      | 1р   |      | 0–3  |
| В-П                                    | 0–3  | 0–3  | 1–3  | 1–2  | 0–1  | 0–1  | 2–13 |

## Фінали турнірів WTA

### Парний розряд: 5 (5 поразок)
| Легенда                       |
| ----------------------------- |
| Турніри Великого шолома       |
| Premier Mandatory & Premier 5 |
| Premier (0–2)                 |
| International (0–3)           |

| Фінали за покриттям |
| ------------------- |
| Тверде (0–2)        |
| Ґрунт (0–3)         |
| Трава (0–0)         |
| Килим (0–0)         |

| Результат | Дата     | Турнір                               | Покриття   | Партнерка           | Суперниці                               | Рахунок          |
| --------- | -------- | ------------------------------------ | ---------- | ------------------- | --------------------------------------- | ---------------- |
| Поразка   | Лют 2008 | Open GDF Suez, Франція               | Тверде (i) | Владіміра Угліржова | Альона Бондаренко Катерина Бондаренко   | 1–6, 4–6         |
| Поразка   | Лип 2008 | LA Women's Tennis Championships, США | Тверде     | Владіміра Угліржова | Латіша Чжань Чжуан Цзяжун               | 6–2, 5–7, [4–10] |
| Поразка   | Лип 2012 | Swedish Open, Швеція                 | Ґрунт      | Мервана Югич-Салкич | Каталіна Кастаньйо Маріана Дуке-Маріньо | 6–4, 5–7, [5–10] |
| Поразка   | Тра 2014 | Estoril Open, Португалія             | Ґрунт      | Валерія Соловйова   | Кара Блек Саня Мірза                    | 4–6, 3–6         |
| Поразка   | Тра 2015 | WTA Prague Open, Чехія               | Ґрунт      | Катерина Бондаренко | Белінда Бенчич Катержина Сінякова       | 2–6, 2–6         |

## Фінали ITF
| турніри $100,000 |
| турніри $75,000  |
| турніри $50,000  |
| турніри $25,000  |
| турніри $10,000  |

### Одиночний розряд: 12 (3–9)
| Результат | Ранг | Дата              | Турнір                              | Покриття   | Суперниця           | Рахунок          |
| --------- | ---- | ----------------- | ----------------------------------- | ---------- | ------------------- | ---------------- |
| Поразка   | 1.   | 25 серпня 2002    | ITF Валашке Мезиржичі, Чехія        | Ґрунт      | Ленка Новотна       | 6–7(8) 0–6       |
| Поразка   | 2.   | 7 березня 2004    | ITF Бухен, Німеччина                | Тверде     | Аманда Кін          | 3–6, 2–6         |
| Перемога  | 3.   | 6 червня 2004     | ITF Палич, Сербія                   | Ґрунт      | Андреа Попович      | 6–0, 3–6, 6–0    |
| Перемога  | 4.   | 3 серпня 2004     | ITF Гехінген, Німеччина             | Ґрунт      | Наталі В'єрін       | 6–4, 6–3         |
| Поразка   | 5.   | 28 лютого 2005    | ITF Бухен, Німеччина                | Тверде     | Мервана Югич-Салкич | 2–6, 0–2 ret.    |
| Поразка   | 6.   | 17 грудня 2005    | ITF Валашке Мезиржичі, Чехія        | Тверде (i) | Маргіт Рюйтель      | 0–6, 2–6         |
| Поразка   | 7.   | 11 березня 2007   | ITF Мінськ, Білорусь                | Килим (i)  | Ольга Говорцова     | 7–6(5), 2–6, 3–6 |
| Перемога  | 8.   | 30 червня 2007    | ITF Періге, Франція                 | Ґрунт      | Юлія Бейгельзимер   | 3–6, 6–3, 6–4    |
| Поразка   | 9.   | 16 листопада 2008 | ITF Мінськ, Білорусь                | Тверде (i) | Аліса Клейбанова    | 1–6, 6–4, 2–6    |
| Поразка   | 10.  | 2 травня 2009     | Soweto Open, ПАР                    | Тверде     | Анастасія Севастова | 2–6, 2–6         |
| Поразка   | 11.  | 21 лютого 2011    | ITF Целль-на-Гармерсбасі, Німеччина | Килим (i)  | Ніна Зандер         | 7–6(3), 5–7, 1–6 |
| Поразка   | 12.  | 25 лютого 2012    | ITF Гельсінгборг, Швеція            | Килим (i)  | Квірін Лемуан       | 4–6, 4–6         |

### Парний розряд: 39 (19-20)
| Результат | Ранг | Дата              | Турнір                        | Покриття   | Партнерка             | Суперниці                                  | Рахунок             |
| --------- | ---- | ----------------- | ----------------------------- | ---------- | --------------------- | ------------------------------------------ | ------------------- |
| Перемога  | 1.   | 25 серпня 2003    | ITF Білефельд, Німеччина      | Ґрунт      | Клаудія Кардіс        | Кармен Клашка Сабіне Клашка                | 2–6, 6–4, 7–6(5)    |
| Перемога  | 2.   | 19 жовтня 2003    | ITF Валенсія, Венесуела       | Тверде     | Зузана Черна          | Соледад Есперон Флавія Міґнола             | 6–3, 4–6, 6–1       |
| Перемога  | 3.   | 26 жовтня 2003    | ITF Каракас, Венесуела        | Тверде     | Зузана Черна          | Марія Хосе Архері Летісія Собрал           | w/o                 |
| Перемога  | 4.   | 7 березня 2004    | ITF Бухен, Німеччина          | Тверде (i) | Луціє Градецька       | Елке Клейстерс Кароліне Мас                | 6–1, 6–4            |
| Поразка   | 5.   | 10 липня 2004     | ITF Кунео, Італія             | Ґрунт      | Сандра Заглавова      | Едіна Галловіц Жофія Губачі                | 5–7, 3–6            |
| Перемога  | 6.   | 18 липня 2004     | ITF Брюссель, Бельгія         | Тверде (i) | Зузана Черна          | Леслі Буткевіч Евелін Ваніфте              | 7–6(3), 7–6(5)      |
| Перемога  | 7.   | 28 листопада 2004 | ITF Ополе, Польща             | Килим (i)  | Луціє Градецька       | Катерина Деголевич Надія Островська        | 7–5, 6–3            |
| Поразка   | 8.   | 19 грудня 2004    | ITF Валашке Мезиржичі, Чехія  | Тверде (i) | Луціє Градецька       | Даніела Клеменшиц Сандра Клеменшиц         | w/o                 |
| Поразка   | 9.   | 15 листопада 2005 | ITF Пругониці, Чехія          | Тверде (i) | Ольга Виметалкова     | Луціє Градецька Лібуше Прушова             | 3–6, 6–3, 3–6       |
| Поразка   | 10.  | 24 лютого 2006    | ITF Сент-Пол, США             | Тверде (i) | Міхаела Паштікова     | Джулія Дітті Мілагрос Секера               | 6–4, 6–7(5), 2–6    |
| Поразка   | 11.  | 25 квітня 2006    | ITF Лафаєтт, США              | Ґрунт      | Юліана Федак          | Мілагрос Секера Гана Шромова               | 6–2, 1–6, 1–6       |
| Поразка   | 12.  | 15 листопада 2006 | ITF Пршеров, Чехія            | Тверде (i) | Станіслава Грозенська | Нікола Франькова Андреа Сестіні Главачкова | 2–6, 7–6(5), 3–6    |
| Поразка   | 13.  | 4 лютого 2007     | ITF Бельфор, Franclfe         | Килим (i)  | Вероніка Хвойкова     | Ірина Бремон Євгенія Савранська            | 3–6, 5–7            |
| Перемога  | 14.  | 14 квітня 2007    | ITF Джексон, США              | Ґрунт      | Міхаела Паштікова     | Намігата Дзюнрі Сема Юріка                 | 7–6(5), 7–6(3)      |
| Перемога  | 15.  | 3 червня 2007     | ITF Галатіна, Італія          | Ґрунт      | Марі-Ев Пеллетьє      | Стефанія К'єппа Дар'я Кустова              | 6–1, 7–6(4)         |
| Перемога  | 16.  | 30 червня 2007    | ITF Періге, Франція           | Ґрунт      | Марі-Ев Пеллетьє      | Юлія Бейгельзимер Євгенія Савранська       | 3–6, 7–5, 6–2       |
| Перемога  | 17.  | 3 вересня 2007    | ITF Денен, Франція            | Ґрунт      | Марі-Ев Пеллетьє      | Тімеа Бачинскі Кароліна Косіньська         | 6–4, 6–4            |
| Перемога  | 18.  | 24 вересня 2007   | ITF Ешленд, США               | Тверде     | Марія Фернанда Алвеш  | Марет Ані Сандра Клезель                   | 7–6(5), 6–2         |
| Поразка   | 19.  | 1 жовтня 2007     | ITF Трой, США                 | Тверде     | Марі-Ев Пеллетьє      | Анджела Гейнс Машона Вашінгтон             | 4–6, 2–6            |
| Поразка   | 20.  | 8 листопада 2009  | ITF Ісманінг, Німеччина       | Килим (i)  | Катерина Деголевич    | Елені Даніліду Ясмін Вер                   | 2–6, 6–4, [5–10]    |
| Поразка   | 21.  | 10 травня 2010    | ITF Прага, Чехія              | Ґрунт      | Петра Цетковська      | Ксенія Ликіна Маша Зец-Пешкірич            | 3–6, 4–6            |
| Перемога  | 22.  | 11 червня 2010    | ITF Щецин, Польща             | Ґрунт      | Петра Цетковська      | Вероніка Капшай Юстіна Озга                | 7–6(5), 6–3         |
| Перемога  | 23.  | 1 лютого 2011     | ITF Рабат, Марокко            | Ґрунт      | Карін Кнапп           | Івета Герлова Луціє Кріґсманнова           | 6–4, 6–1            |
| Поразка   | 24.  | 10 квітня 2011    | ITF Джексон, США              | Ґрунт      | Наталі Пікйон         | Шерон Фічмен Марі-Ев Пеллетьє              | 6–7(1), 6–7(3)      |
| Перемога  | 25.  | 16 липня 2011     | ITF Вокінг, Велика Британія   | Тверде     | Жюлі Куен             | Емма Лайне Мелані Саут                     | 6–1, 3–6, [10–8]    |
| Перемога  | 26.  | 24 липня 2011     | ITF Ле-Контамін, Франція      | Тверде     | Жюлі Куен             | Марія Абрамович Ніколе Клеріко             | 6–3, 6–2            |
| Перемога  | 27.  | 28 серпня 2011    | ITF Стамбул, Туреччина        | Тверде     | Жюлі Куен             | Сандра Клеменшиц Ірена Павлович            | 6–4, 7–5            |
| Поразка   | 28.  | 10 вересня 2011   | ITF Саранськ, Росія           | Ґрунт      | Вероніка Капшай       | Міхаела Бузернеску Теодора Мирчич          | 3–6, 1–6            |
| Перемога  | 29.  | 9 жовтня 2011     | ITF Канзас-Сіті, США          | Тверде     | Марія Абрамович       | Джеймі Гемптон Айла Том'янович             | 2–6, 6–2, [10–4]    |
| Поразка   | 30.  | 6 листопада 2011  | ITF Нант, Франція             | Тверде     | Жюлі Куен             | Стефані Форец Крістіна Младенович          | 0–6, 4–6            |
| Поразка   | 31.  | 28 січня 2012     | ITF Андрезьє-Бутеон, Франція  | Тверде (i) | Жюлі Куен             | Кароліна Плішкова Крістіна Плішкова        | 4–6, 6–4, [5–10]    |
| Перемога  | 32.  | 2 липня 2012      | ITF Б'єлла, Італія            | Ґрунт      | Мервана Югич-Салкич   | Сандра Клеменшиц Татьяна Марія             | 1–6, 6–3, [10–8]    |
| Поразка   | 33.  | 22 жовтня 2012    | ITF Ісманінг, Німеччина       | Килим (i)  | Джилл Крейбас         | Роміна Опранді Амра Садікович              | 6–4, 3–6, [7–10]    |
| Поразка   | 34.  | 30 листопада 2012 | Dubai Tennis Challenge, ОАЕ   | Тверде     | Кароліна Плішкова     | Марія Елена Камерін Віра Душевіна          | 5–7, 3–6            |
| Поразка   | 35.  | 31 березня 2013   | ITF Круассі-Бобур, Франція    | Тверде (i) | Стефані Форец         | Анна-Лена Фрідзам Алісон ван Ейтванк       | 3–6, 4–6            |
| Поразка   | 36.  | 19 травня 2013    | WTA Prague Open, Чехія        | Ґрунт      | Ірина Фалконі         | Рената Ворачова Барбора Стрицова           | 4–6, 0–6            |
| Поразка   | 37.  | 31 березня 2013   | ITF Нант, Франція             | Тверде (i) | Стефані Форец         | Луціє Градецька Міхаелла Крайчек           | 3–6, 2–6            |
| Поразка   | 38.  | 3 листопада 2013  | The Oaks Club Challenger, США | Ґрунт      | Ірина Фалконі         | Сє Шуїн Фудзівара Ріка                     | 3–6, 7–6(5), [4–10] |
| Перемога  | 39.  | 11 липня 2015     | Reinert Open, Німеччина       | Ґрунт      | Шахар Пеєр            | Альона Фоміна Софія Ковалець               | 6–1, 6–3            |